# Ubåtsfrågan

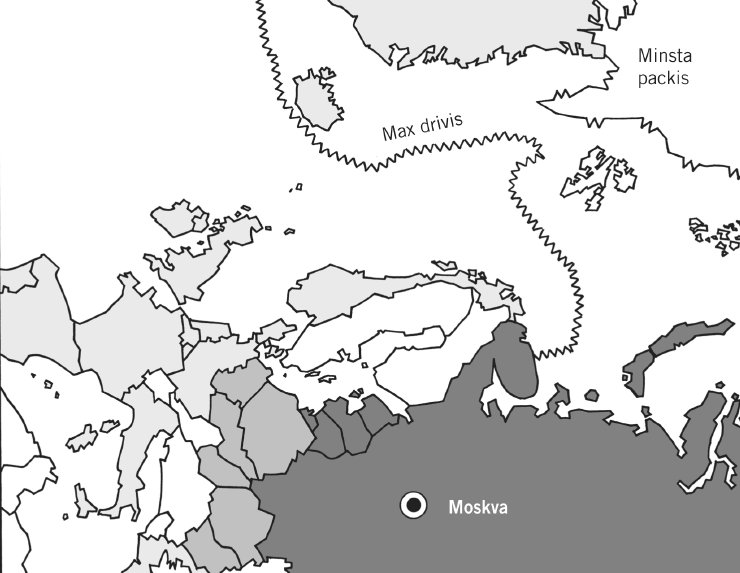
Det strategiska läget i Europa 1990. Mörkgrått avser Sovjetunionen, ljusgrått övriga Warszawapakten, ljusare grått Nato, vitt andra stater.

Ubåtsfrågan syftar i Sverige på den säkerhetspolitiska debatt om främmande undervattensverksamhet på svenskt territorium som ägde rum under 1980- och 1990-talen. Konstaterade ubåtskränkningar av svenskt territorialvatten och inre vatten samt indikationer om kränkningar har undersökts av tre statliga kommissioner. I flera fall är det fortfarande oklart om de kränkande ubåtarna kom från Warszawapakten eller Nato. USA:s tidigare försvarsminister Caspar Weinberger har emellertid i en intervju i mars år 2000 bekräftat att Natos ubåtar kränkt svenska farvatten i syfte att testa den svenska ubåtsjaktförmågan. Senare hävdade Carl Bildt att Weinberger till honom hade sagt sig ha blivit feltolkad under intervjun.

## Världsläge och bakgrund
Ubåtsfrågan kan sägas ha uppstått torsdagen den 18 september 1980, när en av kustflottans bogserbåtar, HMS Ajax, upptäckte masterna till en ubåt på svenskt territorialvatten. Därefter följde två decennier av ubåtsproblematik för den svenska marinen. Under denna tid genomgick Sveriges omvärld och närområde avgörande politiska och militärstrategiska förändringar. Händelserna under början av 1980-talet präglades av en av det kalla krigets kallaste perioder. Det var en tid då världen enligt vissa bedömare kom närmare kärnvapenkrig än man gjort sedan Kubakrisen 1962, för att därefter skåda en avspänning och en politisk frigörelse som utmynnade i ett helt nytt politiskt och strategiskt landskap i Europa och stora delar av världen.
Den intensivaste perioden av ubåtskränkningar inträffade under början av 1980-talet, en tid som radikalt skiljer sig från den gynnsamma och lugna situation som under början av 2000-talet kom att prägla det nordiska området och Östersjön. Det intensiva världsläget kom i hög grad att prägla ubåtskränkningarna och det svenska agerandet för att få stopp på dessa. Politiken och den offentliga debatten var starkt präglad av de då förhärskande uppfattningarna om sovjetiska militära intentioner och hotbilden mot Sverige.
De militära aktioner som ubåtskränkningarna representerade, och de svenska vapeninsatser som föranleddes därav, var bland de mest dramatiska militära händelserna som ägde rum inte bara i Östersjön, utan i hela Europa under det kalla kriget, sovjetiska aktioner mot broderländerna inom Warszawapakten undantagna. Knappast någon gång under hela efterkrigstiden kom det mellan Nato och Warszawapakten till något motsvarande vad som skedde i de svenska vattnen vad gäller vapeninsatser och bruk av verkanseld.

### Efterkrigstidens början
Vid andra världskrigets slut hade de sovjetiska styrkorna nått djupt in i Centraleuropa. Med avsaknad av en fredsuppgörelse kom det sovjetiska inflytandet på kontinenten att sträcka sig lika långt som Röda arméns framgångar under andra världskriget. Tyskland delades i två delar, en östlig liktydig med den sovjetiska ockupationszonen, och en västlig, efter några år innesluten i den västliga försvarsalliansen. För Östersjöns del innebar detta att Sovjetunionens inflytandesfär kom att omfatta kuststräckor avsevärt längre än det traditionella ryska inflytandet. Sovjetiska marina styrkor kunde inom ramen för Warszawapakten operera från baser i södra Östersjön långt sydväst om Skåne och i omedelbar närhet till Östersjöinloppen. Den sovjetiska Östersjöflottan kom att snabbt bli den dominerande militära faktorn i Östersjöområdet, även om Sverige, liksom efterhand också Västtyskland, upprätthöll en inte obetydlig marin kapacitet, både med ytstridsfartyg och ubåtar.

### Marin kapprustning under 1960-talet

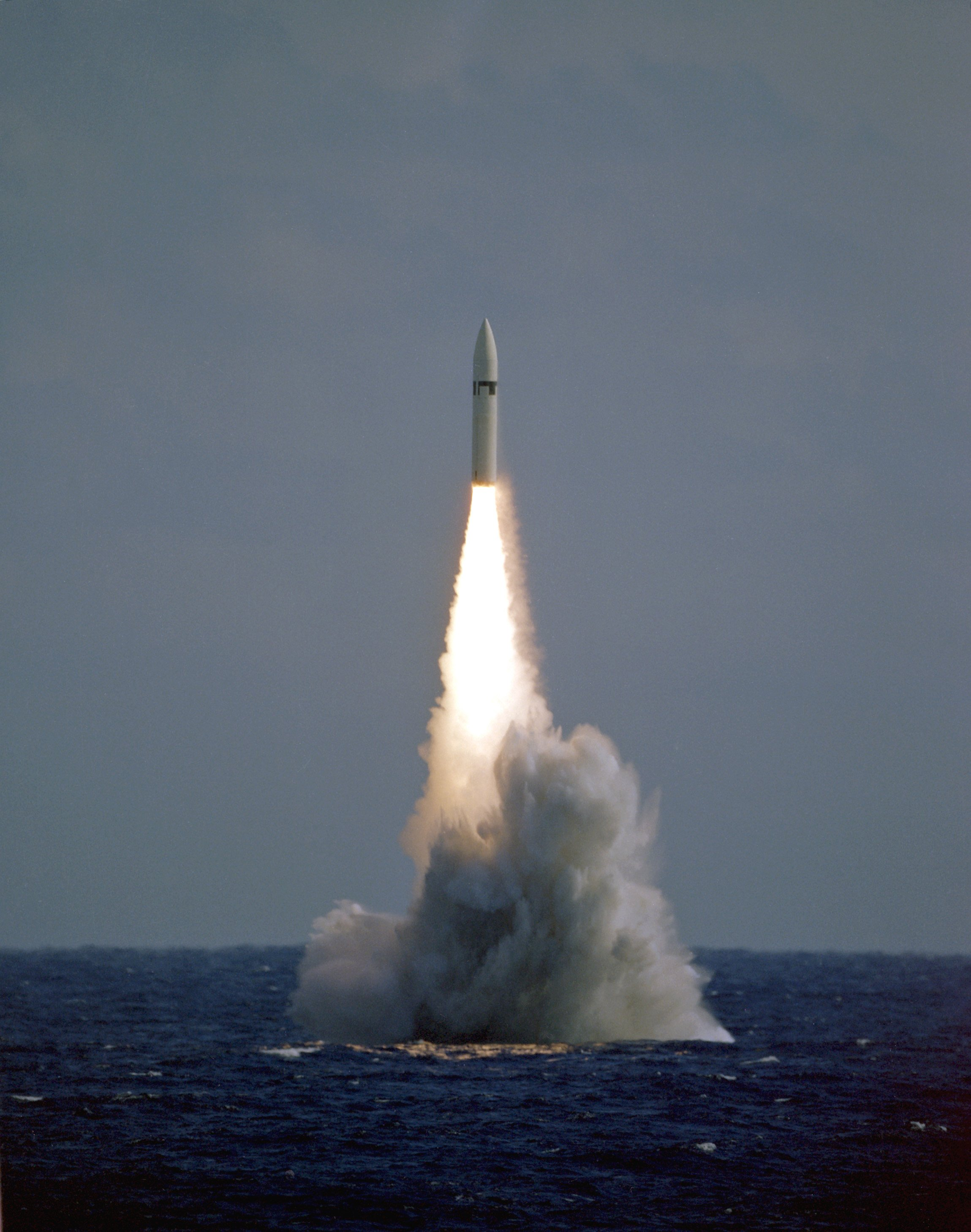
Den amerikanska roboten UGM-27 Polaris var västmakternas första ubåtsbaserade ballistiska robot och samtida med den sovjetiska R-13. Polaris begränsade räckvidd gjorde att man under 60-talet var tvungen att befinna sig ganska nära Sovjetunionen. För att nå Moskva var Bohusläns skärgård det idealiska området.

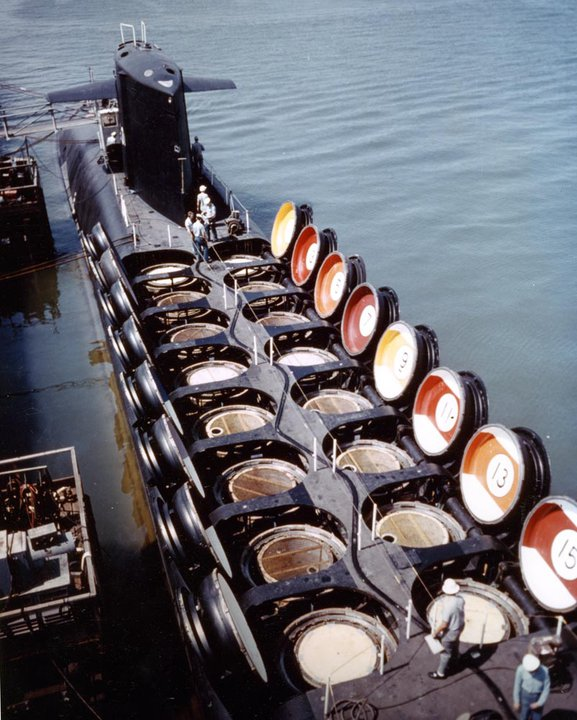
Den amerikanska ubåten hade 16 silos avsedda för roboten Polaris. Här fotograferad i hemmahamnen i Hampton Roads, Virginia, omkring 1965.

Med utvecklingen av det strategiska bombflyget på 1950-talet och de strategiska ubåtsstyrkorna på 1960- och 70-talet kom intresset för nordområdet, i synnerhet Nordkalotten, att öka radikalt. Nordnorge, och därmed också norra Sverige var inte längre en perifer del av en framtida tänkt krigsskådeplats. I geostrategiskt hänseende framstod Norden och Östersjöområdet dels som en potentiell sköld för det sovjetiska maktblocket, dels som ett möjligt basområde för västliga sjö- och luftangrepp in mot det sovjetiska kärnområdet. Samtidigt fungerade Sverige och Östersjön å ena sidan som en buffert, som kunde bidra till att dämpa konflikter mellan den västliga alliansen och sovjetmakten, å andra sidan som en gråzon inom vilken både Nato och Warszawapakten sökte flytta fram sina positioner och stärka sitt inflytande.
Eftersom Nato av rent geografiska skäl fick stora svårigheter att balansera den omfattande sovjetiska marina närvaron i Östersjön ökade Östersjöinloppens strategiska betydelse. Nato upprättade år 1961 det särskilda kommandot för Östersjöinloppen
(COMBALTAP) för försvaret av Bälten och Öresund, med uppgift att om möjligt stänga inne den sovjetiska Östersjöflottan och försvåra för den sovjetiska marinen att genomföra störningsoperationer mot de för Nato-strategin oundgängliga Atlantförbindelserna SLOC. En ny marin balans kunde etableras i södra och sydvästra Östersjön. Det sovjetiska motdraget blev att mot mitten av sextiotalet flytta marin kapacitet från Östersjön till Ishavet, Norska havet och Barents hav. Därmed modifierades instängningseffekten av COMBALTAP. Ungefär samtidigt inledde Sovjetunionen en omfattande marin uppbyggnad, med anskaffning av ubåtar och ytstridsfartyg, vilket av väst uppfattades innebära att Sovjetunionen var på väg att upprätta förmåga att hota Atlantförbindelserna. Den sovjetiska marina utbyggnaden skapade en ny situation i den strategiska bilden, där Sovjetunionen kunde operera på världshaven och tävla med USA om inflytande, särskilt med kapacitet att etablera styrkenärvaro i valda regioner.
I maktbalansen mellan stormakterna kom utbyggnaden av det sovjetiska ubåtsvapnet att spela en central roll. Sovjetiska ubåtar försedda med kärnvapenbärande missiler hade redan under sextiotalet patrullerat den amerikanska kusten. Missilernas begränsade räckvidd krävde utplacering nära de tilltänkta målen. 1970-talets mer utvecklade sovjetiska ubåtar kom att uppfattas som ett ökat hot mot USA, som nu självt började uppträda mer offensivt. Den amerikanska marinen övade med hangarfartygsgrupper i  Norska havet, och amerikanska ubåtar uppträdde i områdena utanför Sovjetunionens kuster i norr.
Under 1960-talet kränkte amerikanska strategiska ubåtar svenska vatten för att, i händelse av kärnvapenkrig, kunna avfyra robotar mot Moskva och militära anläggningar i Baltikum. En känd sådan operation ägde rum i Lysekil den 24 oktober 1966 när svenska minsvepare upptäckte en ubåt liggande på botten på 29 meters djup. Efter att svenska marina enheter hade fällt en sjunkbomb i närheten av ubåten och dunkat på den med järnkulor gav den sig av från svenska vatten.
Militärforskaren Nils Bruzelius vid Försvarshögskolan i Stockholm hävdar att de tidiga amerikanska ubåtsrobotarnas räckvidd – ca 2 200 kilometer för den första robottypen Polaris – tvingade USA att använda svenska vatten i Bohusläns skärgård för att tillräckligt effektivt kunna angripa Moskva och vissa viktiga militära områden i västra Warszawapaktsområdet. I enlighet med militärdoktrinen om Mutual assured destruction förberedde sig både USA och Sovjetunionen vid denna tid på att avfyra hela sin nukelära arsenal direkt i händelse av kärnvapenkrig. För att kunna göra detta behövde de första strategiska ubåtarna ligga på botten i förhållandevis grund område. Eftersom en avfyrning av ubåtarnas samtliga 16 robotar ändå skulle ta lång tid räknade USA med att norskt, danskt och svenskt stridsflyg skulle skydda vapeninsatsen från sovjetiska luftangrepp medan den pågick.
USA fortsatte under 1960-talet att utveckla allt mer avancerade ubåtar, missilsystem och avlyssningssystem. Redan i början av 1970-talet hade den amerikanska marinen uppnått en kapacitet att bestämma sovjetiska ubåtars position och att med egna jakt och attackubåtar följa sovjetiska ubåtar. Satellitinformation och information från hydrofonlinjer på havsbotten, SOSUS, gav en närmast heltäckande uppfattning om den sovjetiska marinens, inklusive de strategiska ubåtarnas, aktivitet.

### 1970-talet: Östersjön blir intressant

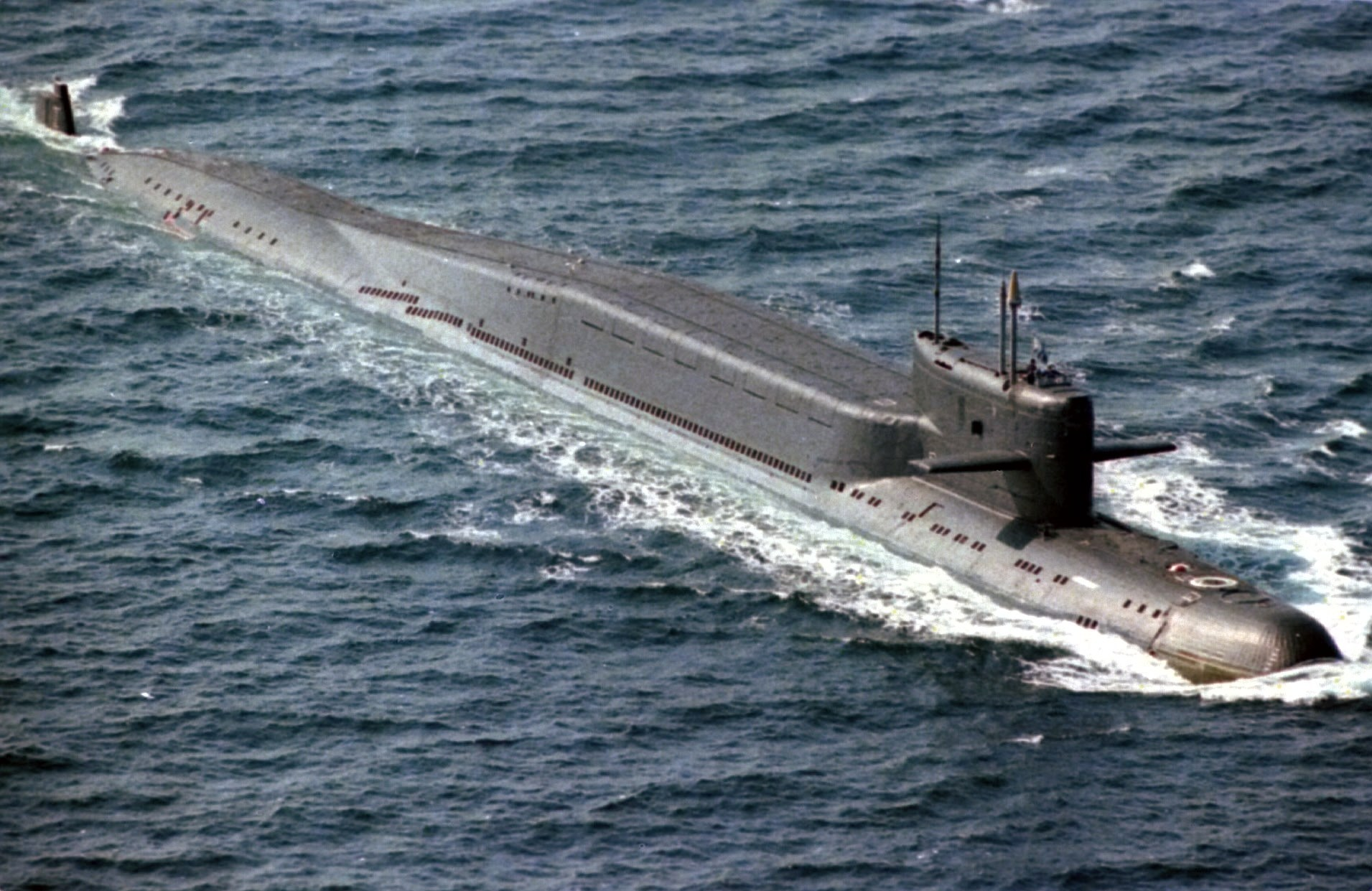
En sovjetisk strategisk ubåt typ Delta-klass. Modellen är bestyckad med ballistiska robotar som har kapacitet att slå ut amerikanska städer, industrier och militära anläggningar i händelse av kärnvapenkrig.

Under 1970- och 80-talet fick den sovjetiska marinen tillgång till en ny kategori ubåtar, nukleära och bestyckade med missiler med lång räckvidd, som kunde nå amerikanskt territorium från positioner i Ishavet och Ochotska sjön. En enda ubåt av typen Delta eller Typhoon hade med sina många missiler om vardera flera kärnvapenstridsspetsar kapacitet att i det närmaste förinta USA:s mest vitala områden, på samma sätt som amerikanska strategiska ubåtar sedan flera år var kapabla till motsvarande utplåning av sovjetiska mål.
Från slutet av 1970-talet sökte amerikanerna bemöta den ökade sovjetiska styrkan med alltmer framskjutna dispositioner i Europa, i tredje världen och på världshaven. De så kallade euromissilerna, amerikanska medeldistansmissiler och kryssningsrobotar, rörligt utplacerade i Europa som svar på de sovjetiska likaledes rörliga SS 20-missilerna, ledde till att kärnvapentröskeln i Europa till synes hade sänkts. I USA oroade man sig nu för att en snabb sovjetisk konventionell framryckning till Engelska kanalen skulle bli fallet i händelse av krig. Sovjetunionen förfogade alltjämt över Europas överlägset starkaste konventionella stridsförmåga.
Sedan den strategiska ömsesidiga nukleära avskräckningen blivit en realitet genom en kombination av ABM-avtalet och introduktionen av strategiska ubåtar med andraslagsförmåga, inledde Sovjetunionen i början av 1970-talet en gradvis process av doktrinskifte som byggde på tanken att en väpnad konflikt i Centraleuropa inte nödvändigtvis måste eskalera till strategisk kärnvapennivå. Mot mitten av 1970-talet blev det entydigt klart att Kreml såg möjligheten av en lång storkonflikt mellan öst och väst i Europa i vilken på sin höjd endast taktiska kärnvapen skulle komma till användning och då i begränsad utsträckning. Doktrinutvecklingen innebar att Warszawapakten i planering för den stora centraloffensiven dels måste tänka på flankskyddet i Nordtyskland och dels på omfattande underhållstransporter längs Östersjöns sydkust. Samtidigt kvarstod intresset av att den sovjetiska Östersjöflottan så tidigt som möjligt kunde bryta sig ut genom Bälten, Öresund och Kielkanalen för att kunna operera mot Nato:s Atlantförbindelser. För Nato gällde det inte minst att förhindra en sovjetisk omfattningsmanöver via Jylland mot de egna reserverna i väst liksom att om möjligt störa Warszawapaktens logistiska försörjning till Centralfronten genom södra Östersjön.
Med den vapentekniska utvecklingen – i synnerhet flygets förbättrade räckvidd – minskade under 1970- talet ytfartygens taktiska relevans. Sjömilitära aktiviteter tvingades alltmer under ytan. Ur ett sovjetiskt perspektiv ändrade denna utveckling synen på Östersjön som ett huvudsakligen regionalt problem där de sovjetiska styrkornas uppgift varit att effektivt skydda ekonomiska och militära kapaciteter, till att bli en strategisk angelägenhet av första rang.

### 1980-talet: Sverige som strategisk mittpunkt
För svensk del innebar 1970-talets doktrin att Sveriges territoriums militära signifikans kom att uppgraderas. Rent geografiskt kan man säga att Sverige redan låg djupt inne på östsidan. Men medan Natoflygets utveckling under 1970-talet genom förlängda räckvidder, lufttankning och förkortade anflygningsrutter över Nordkalotten reducerat den militära betydelsen av möjlighet till genomflygning av svenskt luftrum, ökade intresset märkbart för svensk kust i skärgård och inre territorialvatten. I södra och mellersta Östersjön finns ingen motsvarighet till det svenska skärgårdslandskapet med dess för ubåtsoperationer ideala möjligheter till skyddad basering.
För Sovjetunionens ubåtar hade svenska skärgårdar varit betydelsefulla under andra världskriget när det gällt att söka skydd mot tysk ubåtsjakt. Likaså hade traditionellt god kunskap om svenska kusten varit nödvändig för de sovjetiska ubåtar som hade opererat mot handelssjöfarten, i synnerhet järnmalmstrafiken till Tyskland, genom de svenska farlederna. För både sovjetisk och tysk marin torde dessa historiska erfarenheter inte vara glömda när det gällde att mot slutet av 1970-talet planera för ubåtsoperationer i förhållande till försörjningslederna i Östersjön. Den sovjetiska Östersjöflottan, som den numerärt dominerande marina styrkan, måste räkna med möjligheten att västtyska ubåtar i krig skulle utnyttja svenskt territorium. Även för en defensiv sovjetisk planläggning hade det därför varit av stor vikt att följa utvecklingen av det svenska ubåtsförsvaret och att förbereda egna insatser för att förhindra Nato:s (västtyska) ubåtar att utnyttja svensk skärgård i sina operationer mot Warszawa-pakten. En mer utförlig diskussion av motivfrågor i vad avser intrång i svenska skärgården återfinns i avsnittet motivbild nedan.

## Kränkningar och incidenter

### Huvudskär 1980
Huvudskärsincidenten var den första i en rad av i tiden utsträckta ubåtsincidenter under 1980-talet och, i mindre omfattning, under början av 1990-talet. Den kom att leda till att en återupprustning påbörjades av den svenska marinens ubåtsjaktförmåga, vilken som en följd av 1972 års försvarsbeslut nedgått i avsevärd grad.

#### Händelseförlopp
Warszawapakten genomförde i september 1980 en flernationell landstigningsövning vid den östtyska kusten, samt en båtsbärgningsövning i Pommerska bukten och norrut den 15–17 september. I denna senare övning, som kallades MILOBALT, deltog ubåtsbärgningsfartyg, bärgningsfartyg och kranfartyg, och övningen föranledde bl.a. en omfattande signaltrafik.
Torsdagen den 18 september 1980 observerade vakthavande befäl på en av kustflottans bogserbåtar, HMS Ajax, masterna på en främmande ubåt på svenskt territorialhav. Ajax befann sig strax söder om Huvudskär när bryggpersonalen på ca 300 meters avstånd såg masterna på ubåten under ca 15 sekunder. Ubåten var under dykning på en ungefärligen sydvästlig kurs, dvs. parallellt med territorialgränsen. Genom att det karaktäristiska (korgliknande) snorkelhuvudet på ubåtar typ Whiskey observerades tydligt, ansågs det att ubåtstypen med säkerhet kunde fastställas. Denna ubåtstyp förekom då i såväl den sovjetiska som i den polska marinen.
Siktförhållandena vid observationstillfället var sådana att ubåten, om den befunnit sig i övervattensläge, torde ha observerats tidigare av Ajax. Man kan därför anta att ubåten var under snorkling på periskopdjup, när den i ett sent skede upptäckte Ajax och snabbt dök. Ett alternativt skäl för att den så tydligt visade master kan givetvis ha varit att dess befälhavare avsiktligt önskade dra till sig uppmärksamhet. Ajax rapporterade till chefen för Ostkustens örlogsbas som beordrade insats med ubåtsjaktutrustad helikopter. Ytterligare resurser insattes successivt. Senare under dagen erhöll en helikopter en sonarkontakt innanför territorialgränsen som klassificerades ”ubåt”. En lätt helikopter dirigerades mot ekokontakten och fällde en sjunkbomb som varningseld, varefter kontakten förlorades.
Radarspanande övervattensfartyg hade vid två tillfällen under eftermiddagen radarekon, som kan ha åstadkommits av en ubåtsmast(er). Flera indikationer på främmande ubåtar hade förekommit under dagarna före denna incident: lördagen den 13 september hade en fiskare rapporterat att han under ca 40 minuter observerat tornet på en stillaliggande ubåt på svenskt territorialhav utanför Revengegrundet, sydost om Sandhamn. Utanför Nåttarö tisdagen den 16 september gjordes också en observation.
De närmaste dagarna förekom en rad kontakter med vad som bedömdes vara främmande ubåtar i området. Smärre vapeninsatser gjordes från svensk sida. Vid ett tillfälle den 23 september siktades en ubåtsmast (oklart om periskop eller annan mast) från en helikopter. Sonarkontakt erhölls och en sjunkbomb fälldes väster om ubåten. Ekokontakten hölls under det att ubåten styrde en ostlig kurs. Helikopterns spaning med aktiv sonar indikerade plötsligt att ubåten gick i cirkel runt helikoptern, varvid kontakten förlorades. Efteranalysen gjorde det troligt att ubåten lösgjorde ett skenmål. Överbefälhavaren noterade på kvällen onsdagen den 24 september att Försvarsdepartementet visade en ”påtaglig irritation över att inte ingripandet mot utländska ubåtar blir mera aktivt från vår sida”. Försvarsminister Eric Krönmark hade vid samtal med försvarsstabschefen viceamiral Schuback föreslagit att jagaren Halland skulle insättas i jakten. ÖB anmärkte att såväl chefen för Försvarsstaben som i synnerhet militärbefälhavaren intog en återhållsam ställning till detta förslag.
Uppenbarligen ansåg emellertid ÖB själv att förberedelser borde vidtas för att insätta Halland i verksamheten. Han underströk dock att det var militärbefälhavaren i Östra militärområdet som ledde verksamheten, samt att denne bestämde enligt gällande IKFN-föreskrifter om ingripande med verkningseld. Själv hade han uppfattningen att viss återhållsamhet skulle visas innan effektiv verkningseld mot ubåt insattes i fredstid. Beslut om insats med Halland fattades på torsdagen den 25 september.
ÖB fattade samma dag beslut om resursförstärkningar till Östra militärområdet (Milo Ö) och att militärbefälhavaren Gunnar Eklund skulle genomföra en operation med syftet att uppspåra och avvisa eventuella främmande ubåtar och samtidigt demonstrera viljan att hävda territoriet. Vid en samling med i operationen deltagande chefer, framhöll militärbefälhavaren efter att ha redovisat och understrukit det av ÖB angivna syftet med operationen, att verkningseld inte fick insättas utan militärbefälhavarens personliga medgivande. Om sjunkbomber eller antiubåtsraketer utnyttjades för varning, fick de inte detoneras i närheten av ubåten.
En ubåtsjakthelikopter erhöll mitt på dagen fredagen den 26 september en sonarkontakt söder om Huvudskär som klassificerades ”ubåt”. Nio minuter senare varnades ubåten med knallskott. Kontakten hölls tills helikoptern måste avbryta p.g.a. drivmedelsbrist. Den var åter i området efter en timme och fick omedelbart kontakt med ubåten igen. Cirka 15 minuter senare varnades ubåten med en sjunkbomb. Ubåten satte då ostlig kurs ut mot gränslinjen. Helikoptrarna kunde hålla kontakt med ubåten intermittent under ca en timme.
Lördagen den 27 september erhöll en helikopter en kontakt sydost Huvudskär som klassificerades ”möjlig ubåt”. Två sjunkbomber fälldes som varning. Senare på kvällen fälldes tre sjunkbomber från en bevakningsbåt, som dirigeras mot den stillaliggande kontakten av helikoptern. Det visade sig efteråt att kontakten var ett i sjökorten icke utmärkt ca 70 meter långt skeppsvrak.
På kvällen kontaktade försvarsministern ÖB för att efterhöra dennes uppfattning om situationen då massmedia visade stort intresse. Enligt general Ljungs dagboksanteckningar talade han om att han avsåg att kontakta befälhavaren i Östra militärområdet och understryka ”att det inte finns några begränsningar i fråga om tillämpningen av IKFN”. Krönmark delade ÖB:s uppfattning och uttalade att ”han skulle ge ÖB allt stöd som kunde bli nödvändigt från politisk sida om ubåtsjakten kom att bli mera dramatisk än vad man f.n. hade tänkt sig, dvs. ett stöd som också avsåg verkningseld.” ÖB framförde som sin mening att ”de internationella uppfattningarna i den här frågan pekade på att man i ett läge av den karaktär som vi nu har i första hand skall försöka få ubåten att lämna svenskt territorium.” General Ljung fortsatte: ”Jag påpekade att även om ubåten skulle kunna tvingas upp i övervattensläge, så var det fortfarande vår skyldighet att se till att den begav sig ut från svenskt territorialvatten, inte att försöka sätta sig i besittning på något sätt av ubåten eller att fortsätta att bekämpa den.”
Överbefälhavaren kontaktade därefter militärbefälhavaren i Östra militärområdet och framhöll att hans uppfattning, som han återförsäkrat hos försvarsministern, var att det inte fanns några begränsningar vad avsåg tillämpningen av IKFN, ”försvarsministern var införstådd med de politiska konsekvenserna av en eventuell verkningseld”. Det var emellertid militärbefälhavaren som beslutade, framhöll ÖB ”men militärbefälhavaren behövde inte till sina underlydande ge någon form av begränsningar om det möjligen var så att han tidigare hade uppfattat situationen på detta sätt.” Militärbefälhavaren menade, enligt general Ljungs dagboksanteckning, ”att det är en flytande gräns mellan varnings- och verkningseld. Militärbefälhavaren hade emellertid givit anvisningar att varningselden skulle läggas närmare än vad man tidigare hade gjort.” Detta svar fick ÖB att upprepa hur IKFN moment 66 skulle tillämpas; varningseld avges först men reagerar inte ubåten på varningselden tillgrips verkanseld. Senare meddelade militärbefälhavaren att han givit Chefen för Ostkustens örlogsbas order att tillämpa IKFN Sjö moment 66 (se avsnitt 8.1) i hela dess utsträckning. Militärbefälhavaren orienterade samtidigt ÖB om att varning givits med tre sjunkbomber mot vad som senare visade sig vara ett vrak av ubåtsstorlek. ÖB orienterade försvarsministern därefter.
Halland avgick från Muskö fredagen den 26 september, och gick söndagen den 28 september radio- och radartyst nordvart över Mysingen. Två sonarutrustade helikoptrar fick en kontakt klassificerad ”ubåt” ostsydost om Huvudskär. En vapenutrustad lätt helikopter kunde ledas in till insats. Två sjunkbomber fälldes ca 50 meter nordväst om ubåten. Halland beordrades omedelbart att gå mot kontakten. Under förflyttningen mottogs örlogsbaschefens order att IKFN:Sjö moment 66 skulle tillämpas utan inskränkning.
Helikoptrarna höll ekokontakten och ytterligare två sjunkbomber fälldes sydost om Huvudskär. Nu anlände jagaren Halland till området och kunde överta kontakten från den kvarvarande helikoptern. Halland avlossade en antiubåtsgranat, som riktades strax väster om ubåten. Kontakten förlorades därefter. En tung helikopter, som just anlände till området, observerade ett föremål i vattnet och fick direkt kontakt med ubåten. Ubåten girade och gömde sig i Hallands kölvatten där kontakten förlorades.
Under resten av dagen och hela natten bedrevs en intensiv ubåtsjakt i området mellan Hävringe och Almagrundet. Kontakt med en ”möjlig ubåt” erhölls av Halland innanför territorialgränsen sydsydost om Huvudskär på morgonen tisdagen den 30 september. En sjunkbomb fälldes som varning. Order gavs att sammansätta en ”visiteringsgrupp” som skulle kunna borda en ubåt, som påträffats i eller tvingats inta ytläge, för att utröna ubåtens nationalitet. Några ytterligare ubåtskontakter erhölls inte under de närmast följande dagarna. ÖB beslutade på morgonen torsdagen den 2 oktober att ubåtsjaktoperationen skulle pågå preliminärt till måndagen den 6 oktober. Några ytterligare ubåtskontakter erhölls dock inte och ÖB beordrade måndagen den 6 oktober att operationen skulle avslutas.
Under tiden den 18–30 september, 13 dygn, fälldes sammantaget 5 knallskott, 14 sjunkbomber och sköts en stridsladdad antiubåtsraket.

#### Efterspel
I en dagboksanteckning den 6 oktober konstaterade general Ljung att ett syfte med kränkningen kunde ha varit att följa viss känslig militär försöksverksamhet i området. Ett annat skäl kunde ha varit att den främmande ubåten hade till uppgift att testa hur en ny typ av skenmål fungerade.
Överbefälhavaren konstaterade att det inte gick att fastställa den kränkande ubåtens nationalitet. Flera indikationer pekade emellertid enligt ÖB mot att det varit en, eller möjligen flera, ubåtar från Warszawapakten. Ubåten, som optiskt hade siktats den 18 september hade varit av typ Whiskey. Försvarets radioanstalt hade rapporterat en mycket kraftig ökning av signaltrafiken till ubåtar från chefen för sovjetiska Östersjömarinen och ett antal ubåtsbärgningsfartyg hade observerats i området. Enligt utredarens uppfattning hade detta dock en annan förklaring, jämför den ovan beskrivna Warszawa-paktsövningen. Ljungs uppgifter om flera indikationer måste därför modifieras.
Regeringens utredare Rolf Ekéus, som år 2001 gjorde en grundlig genomsyn av ubåtsfrågan i en statlig offentlig utredning, noterar att regeringen genom försvarsminister Krönmark och statssekreteraren Hirdman i Försvarsdepartementet utövade ett visst tryck på ÖB och efterlyste ett mer aktivt uppträdande under ubåtsjakten vid Huvudskär. Regeringen gick offentligt i media ut med uttalanden i riktning mot att man avsåg beordra marinen att sänka inkräktarna. Det fanns enligt ÖB:s dagboksanteckningar en påtaglig irritation i Försvarsdepartementet över att Försvarsmakten inte ingrep mer dynamiskt. Försvarsministern föreslog också att man skulle aktivera jagaren Halland, vilket senare också skedde. Försvarsministern gjorde vidare klart för ÖB att han skulle ge denne allt det stöd som kunde bli nödvändigt från politisk sida om ubåtsjakten kom att bli mer dramatisk än vad man hade tänkt sig, enligt Ekéus slutbetänkande.
Händelserna vid Huvudskär ledde till att politikerna ökade resurserna för ubåtsjakt, det s.k. "49-paketet." Detta paket innebar att 49 miljoner kronor satsades på bl.a. ombyggnad av tre helikoptrar för ubåtsjakt och på anskaffning av radar- och sonarutrustning till befintliga ubåtsjaktshelikoptrar och vissa båtar. Åtgärderna genomfördes under perioden 1983–1987.

### Gåsefjärden 1981

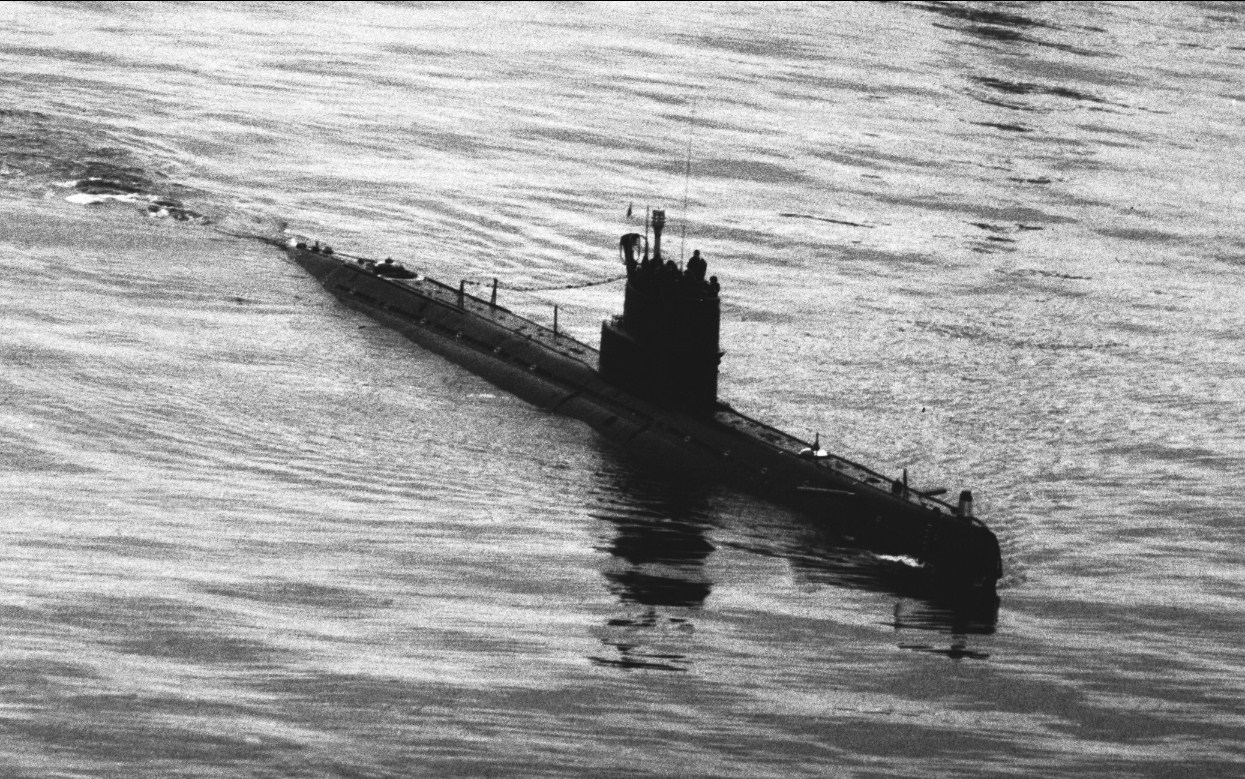
En sovjetisk ubåt av Whiskeyklass fotograferad vid ett annat tillfälle.

På morgonen den 28 oktober 1981 rapporterades till chefen för Sydkustens örlogsbas att en ubåt stod på grund i inloppet till Gåsefjärden, ca 15 km sydöst om Karlskrona, på svenskt sjöterritorium och inom militärt skyddsområde. Detta blev inledningen till tio dagar fyllda av dramatik. Ubåtsincidenten med U 137 i Gåsefjärden väckte stort uppseende och fick ett avsevärt genomslag internationellt.
Vid tidpunkten för upptäckten befann sig försvarsminister Torsten Gustafsson och statssekreterare Sven Hirdman på nordiskt försvarsministermöte i Oslo. Statsminister Thorbjörn Fälldin tog ett fast grepp om beslutsprocessen, och utrikesminister Ullsten och kabinettssekreterare Leifland skötte förhandlingarna med den sovjetiska sidan. Under incidenten överlämnade regeringen två protestnoter till Sovjetunionen, och uttalade att U 137:s intrång i Gåsefjärden utgjorde den mest uppseendeväckande och allvarliga kränkningen av svenskt territorium sedan andra världskriget.
I sina sammanfattande slutsatser avseende U 137 ansåg ÖB det uteslutet att felnavigering varit anledning till inträngningen. Överbefälhavaren bedömde det som mycket sannolikt att ubåten avsiktligt kränkt svenskt territorium vid flera tillfällen och sammanlagt under lång tid för att där bedriva otillåten verksamhet. En intressant omständighet i sammanhanget är emellertid, som utredningen erfarit, att en del tyder på att man på sovjetisk sida inledningsvis trodde att ubåten befann sig i ett helt annat område vid grundstötningen.

#### Händelseförlopp
Hemliga torpedprov pågick den 19–28 oktober sydväst om Karlskrona. Enligt ÖB:s rapport befann sig ubåten redan den 24 oktober i anslutning till den svenska kusten utanför Simrishamn. Under kvällen genomförde den svenska marinen vapenprov med torpedskjutning från en helikopter mot en ubåt sydväst om Aspö. Ytterligare en tung helikopter deltog för att följa torpeden. Provverksamheten avslutades kl. 20.40. En journalist meddelade kl. 19.30 till kustbevakningen i Karlskrona att han uppfattat buller utanför Aspö, sydväst om Karlskrona. Örlogsbasens uppfattning var att bullret orsakades av nämnda helikoptrar. Flera personer i området sydost om Karlskrona har också vittnat om att de hört motorbuller från havet vid den tiden under kvällen.
Klockan 9.54 onsdagen den 28 oktober rapporterade en fiskare till Sydkustens örlogsbas att en ubåt stod på grund i inloppet till Gåsefjärden, ca 15 km sydöst om Karlskrona. Den grundstötta ubåten hade upptäckts redan omkring kl. 22.00 kvällen innan av en annan fiskare. Enligt uppgift ville denne inte kontakta myndigheterna. Stabschefen, kommendörkapten Karl Andersson, begav sig ut till ubåten som strax efter kl.11.00 identifierades som sovjetisk. Fartygsledningen kontaktades och denna uppgav att båten grundstött kvällen innan till följd av felnavigering och materielhaveri. Man begärde att få bli bärgad av sovjetiska fartyg.

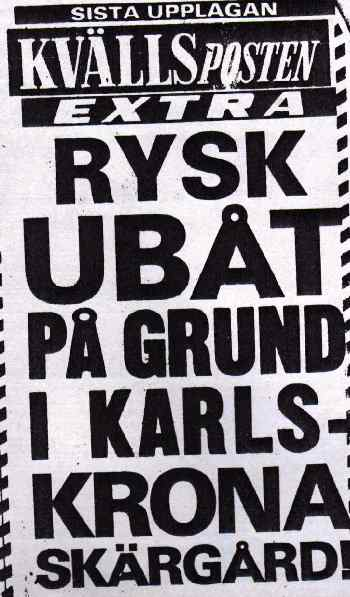
Kvällspostens löpsedel (extraupplaga) den 27 oktober 1981.

Vid besöket begärde Andersson att man skulle ta upp sjökortet på bryggan varvid en officer kom upp med ett hoprullat sjökort, med bildsidan utåt. Andersson såg med en gång att det var öar på kortet och hans första tanke var att det kunde vara Blekingeskärgården, dvs. ett skärgårdskort. Detta observerade också Avrukevitj som omgående ”föste ner officeren genom luckan” efter ett annat kort. Denne kom då upp med Decca-kortet.
Ubåten stod så hårt på grund att man bedömde att bogserhjälp var nödvändig. Sett ur ett svenskt perspektiv inverkade detta faktum gynnsamt på förhandlingssituationen. Resurser för bevakning och bärgning avdelades, och totalt kom ca 1 000 personer att engageras under incidenten. Enligt krigsdagboken från Sydkustens örlogsbas gav ÖB kl. 11.40 order om att man skulle försäkra sig om att ubåten inte lämnade svenskt territorium. Av samma källa, som citerades i Ekéus-utredningen framgår även att ÖB inte avsåg medge att sovjetiska bogserbåtar tog hand om ubåten.
Under eftermiddagen den 28 oktober 1981 överlämnade den svenska regeringen en not till Sovjetunionen där man förklarade att man ser mycket allvarligt på ubåtens olagliga inresa på svenskt territorium. Vid detta tillfälle meddelades att sovjetiska bärgningsfartyg inte skulle få tillstånd att beträda haveriplatsen.
I vad som på svensk sida uppfattades som en styrkedemonstration samlades under dagen sovjetiska örlogsfartyg och bärgningsfartyg utanför territorialvattengränsen. 
Ekéus utredning fann 2001 att sovjetiska flygplan och fartyg först dirigerats till ett område öster om Bornholm, ca 120 km söder om Karlskrona. Där hade flygplanen under morgonen och förmiddagen spanat mer än sex timmar utan resultat. FRA avlyssnade ryssarna när de meddelade till flygplanen att den senaste rapporterade positionen för ubåten var ett läge ca tjugo nautiska mil öster om Bornholm.
Klockan 18.00 sammanträffade den sovjetiske ambassadören, på egen begäran, med kabinettssekreterare Leifland och framförde då Moskvas synpunkter i frågan. Haveriet berodde enligt Sovjetunionen på fel i ubåtens navigationsutrustning och man begärde att sovjetiska bärgningsfartyg skulle få bogsera ut ubåten. Sverige motsatte sig kravet.
| ”                                                      | Den 28 oktober kl. 6.30 Moskvatid, under återfärd till Liepajabasen, gick gyrokompassen på den dieseldrivna ubåten med beteckningen 137 och med dräktigheten 1084 ton sönder. Ubåten har förlorat kursen och i dålig sikt med farten 6 knop grundstött i området vid Utlängan. Det finns inga skador på ubåtens skrov. Ubåten kan inte lämna grundet på egen hand. För att bogsera ut båten ber vi om tillstånd från svenska sidan att tre bogserbåtar, Loksa, MB 178 och MB 165 samt hydrografiska fartyget Andromeda ges tillträde till svenska territorialvattnet den 29 oktober. | „ |
| – Sovjetunionens begäran till Sverige, 28 oktober 1981 | |   |

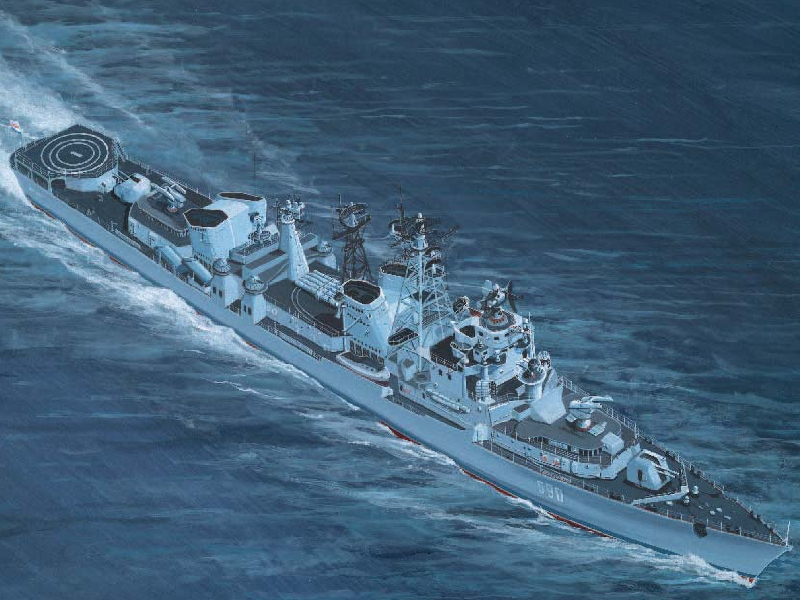
Vände vid gränsen: En modifierad sovjetisk Kashin-jagare ingick i fritagningsstyrkan som skulle dra loss U 137. Intrångsförsöket avbröts efter att fartygen träffats av svensk eldledningsradar.

Vid 21-tiden på kvällen satte den sovjetiska fritagningsstyrkan – med två robotbestyckade jagare i täten – kurs mot den svenska territorialvattengränsen. Sverige å sin sida hade i praktiken bara en ensam torpedbåt och två Viggenplan från F17 redo för att möta upp. På Tjurkö bemannades ett kustartilleribatteri som hade 15,2 cm pjäser, men eldledningen var nedmonterad i väntan på uppgradering. Att så var fallet visste alla, eftersom en holländsk student tidigare hade råkat fotografera den tomma eldledningsplatsen och fått två veckors fängelse för spioneri, vilket fått stor uppmärksamhet i lokala tidningar. 
Ryssarnas underrättelseläge var således att Tjurköbatteriet inte var stridsberett. Rolf Lindén, operativ chef vid kustartilleriet, skrev om händelsen 2010. Enligt honom hade man vid 21-tiden fått fram en rörlig, och då ultramodern eldledning, som dock ännu inte kopplats in för strid. Utrustningen använde monitorer, laser och radar för att lokalisera mål. För att försvåra störning fanns även en funktion med hoppande frekvens som endast fick användas i krig. Men när ryssarna hade 400 meter kvar till den svenska gränsen fattade major Lindén beslut om att beordra övergång till hoppfrekvens. Då stannade den ryska styrkan upp och sände en signal med innebörden ”det här stämmer inte, vad gör vi nu?”, som avlyssnades av FRA. Därefter vände fritagningsstyrkan. På morgonen dagen därpå kopplades den nya eldledningsradarn in på riktigt och först då var Rolf Lindéns batteri redo för strid.
På morgonen torsdagen den 29 oktober upptäcktes vid två tillfällen något som sannolikt var en annan okänd ubåt i u-läge söder om Utklippan på svenskt territorialvatten. Kontakt erhölls senare utanför territorialgränsen. Ubåten kunde inte identifieras.
Efter att ha rådgjort med ÖB formulerade den svenska regeringen fyra krav som framfördes till Sovjetunionen. Man krävde att få förhöra den sovjetiske fartygschefen samt att få betalt för bärgningen, som skulle ske med svenska fartyg. Dessutom krävde Sverige en oförbehållsam ursäkt av Sovjetunionen för intrånget.

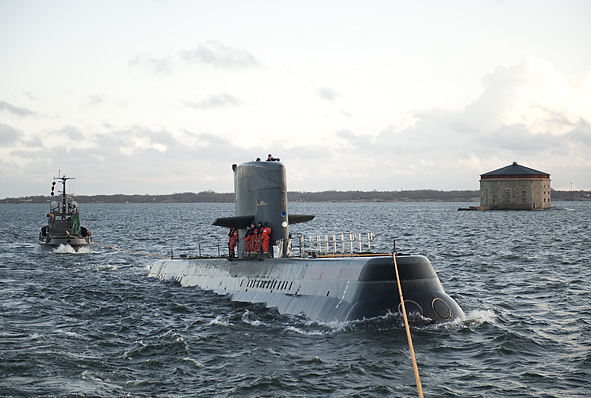
Den svenska ubåten HMS Neptun avvisade en sovjetisk bogserbåt som på egen hand försökte frita U 137. Här fotograferad i Karlskrona vid ett senare tillfälle.

Kontakterna mellan ubåtens fartygsledning och svenska militära myndigheter fortsatte under fredagen den 30 oktober till söndagen den 1 november. Den sovjetiska sidan hävdade inledningsvis att något förhör med besättningen inte kunde komma på fråga – i varje fall inte utanför ubåten. Den svenska sidan kunde däremot få undersöka ubåtens navigeringssystem. De första mätningarna för att klarlägga om kärnvapen fanns ombord på U 137 genomfördes och visade på sannolik förekomst av uran-238. Uppgifterna gjordes än mer sannolika vid senare och mer noggranna mätningar.
Måndagen den 2 november meddelade ubåtens fartygsledning att man nu var beredd att stå till förfogande för utfrågning. Förhöret genomfördes samma dag ombord på torpedbåten Västervik utanför skyddsområdet och pågick under drygt sju timmar i närvaro av sovjetisk ambassadpersonal. Vid 15-tiden inledde svensk militär ett försök att dra loss ubåten. Under lossdragningen rapporterade sjöbevakningen att två fartyg som antogs vara sovjetiska var på väg in mot Gåsefjärdenområdet. ÖB kontaktade statsminister Fälldin och frågade hur han skulle agera. Fälldin svarade ”Håll gränsen”. Det visade sig dock snart att de två fartygen var vanliga civila västtyska handelsfartyg från Västtyskland som hade passerat genom den sovjetiska klungan och rest vidare mot Sverige.
Under tisdagen den 3 november analyserades utfrågningarna och undersökningarna av båten med slutsatsen att lämnade uppgifter inte var trovärdiga och att ubåten hade kärnvapen ombord. Grundstötningen ansågs inte bero på en felnavigering. På kvällen kallades den sovjetiske ambassadören till utrikesminister Ullsten som delgav misstankarna om kärnvapen. Sovjetunionen svarade dagen därpå följande.
| ”                                                  | På den sovjetiska ubåten 137, liksom alla andra örlogsfartyg ute till havs, finns erforderliga vapen och ammunition. De har emellertid inget att göra med omständigheterna kring ubåtens oavsiktliga intrång på Sveriges territorialvatten. | „ |
| – Sovjetunionen svar till Sverige, 3 november 1981 | |   |

Under onsdagen förstärktes det sovjetiska förbandet utanför Sveriges territorialvattengräns. Dagen därpå överlämnade den svenska regeringen en protestnot till Sovjetunionen med följande lydelse.
| ”                                                         | Den svenska regeringen får till Sovjetunionens regering framföra sin skarpa protest mot den kränkning av svenskt territorium och svenskt militärt skyddsområde som avsiktligen ägt rum med den sovjetiska ubåten 137. Den svenska regeringen finner denna grova kränkning desto mer uppseendeväckande och allvarlig som ubåten med stor sannolikhet har fört med sig kärnvapen in i svenskt område. Den svenska regeringen kräver att Sovjetunionen förhindrar ett upprepande av denna grova kränkning mot Sverige och mot folkrättens fundamentala principer. | „ |
| – Sveriges protestnot till Sovjetunionen, 5 november 1981 | |   |

Vid en presskonferens kl. 16.30 offentliggjorde statsminister Fälldin att ubåten med stor sannolikhet var kärnvapenbestyckad. Kunskapen om detta hade man lyckats hålla hemligt för allmänheten i ungefär en vecka. Beskedet mottogs med bestörtning i svensk media, vars rapportering om ubåtsincidenten hittills i huvudsak varit av lättsam karaktär. Att Sverige varit bara några sekunder ifrån en väpnad konfrontation med Sovjetunionen blev allmänt känt först 2010. När Fälldin avgav beskedet om kärnvapen var det tänkt att ubåten redan skulle vara på väg att överlämnas till Sovjetunionen. På grund av tekniska problem dröjde detta dock till morgonen därpå.
Fredagen den 6 november beordrade ÖB slutligen att ubåten skulle bogseras mot fritt hav med början kl. 8.00 för att på territorialgränsen överlämnas till sovjetiska myndigheter. På grund av hårt väder kunde ubåten endast bogseras tills den passerat skyddsområdesgränsen men den följdes av svenska fartyg därifrån. Vid territorialvattengränsen överlämnades ubåten till den sovjetiska flottan.

#### Efterspel
Ubåtskommissionen 1995 ägnade mycken energi och tid åt frågan om U 137:s inlöpande i Gåsefjärden och då särskilt frågan om avsiktligheten eller ej i inträngningen. Efter en utförlig diskussion av främst navigeringstekniskt slag kom kommissionen till samma resultat som ÖB 1981. Kommissionen fann att U 137:s infart i Gåsefjärden varit avsiktlig.
2001 års utredning fann vid en granskning av Gåsefjärdenincidenten att det framkommit uppgifter rörande U 137:s inträngning som tidigare inte redovisats och som tyder på att det verkligen rådde viss osäkerhet på sovjetisk sida om var ubåten egentligen befann sig när den körde fast. Detta ansågs tala för att inträngningen på svenskt territorium skulle kunna vara oavsiktlig.
Information från svensk signalspaning visade att U 137 sannolikt inledningsvis rapporterade en felaktig positionsbestämning till sina hemmamyndigheter, alternativt att det blev fel i mottagandet. Sovjetiska flygplan och fartyg dirigerades först till ett område öster om Bornholm ca 120 km söder om Karlskrona. Flygplanen spanade under mer än sex timmar i fel område uppenbarligen utan resultat.
Rolf Ekéus berörde i 2001 års utredning frågan om den sovjetiska sökoperationen på fel plats skulle kunna vara en avledningsmanöver för att ge sken av att man verkligen trodde att ubåten fanns på en annan plats, och att grundstötningen alltså berodde på en felnavigering. Redan den 28 oktober hävdade emellertid Sovjetunionen i det första officiella svaret att gyrokompassen gått sönder kl. 6.30 samma dag. Om så var fallet, kan man rimligen inte samtidigt söka sprida föreställningen att båten varit i området öster om Bornholm, enligt Ekéus bedömning. Om kompassen gick sönder 6.30 vid Bornholm så skulle ubåten inte ha hunnit fram till Gåsefjärden, där den hittades senare samma morgon. Om det varit så att man med sökoperationen skulle ha velat ge en medvetet falsk bild av var man trodde att ubåten befann sig, skulle man sannolikt också sett till att de uppgifter som man uppgav till den svenska sidan stämde med detta, bedömde Rolf Ekéus i sin utredning.

### Hårsfjärden 1982
Den ubåtsincident som har tilldragit sig den största uppmärksamheten, när den inträffade och därefter, är ubåtsjakten i Stockholms södra skärgård den 1–14 oktober 1982. Incidenten var särskilt anmärkningsvärd eftersom den ägde rum i Hårsfjärden, som är huvudbas för kustflottan, och i vars närhet Musköbasen är belägen. En omfattande massmedial bevakning bidrog till att ge incidenten både nationell och internationell uppmärksamhet. 

#### Händelseförlopp
Den 25 september 1982 och dagarna därefter rapporterades flera ubåtsobservationer från allmänheten runtom i Stockholms skärgård. Mest spektakulärt var en rapport den 26 september om ett periskop mitt inne i Stockholms ström, inte långt ifrån ett antal amerikanska örlogsfartyg som var på besök i Stockholm. Den 29 september gjordes optiska observationer av vad som antogs kunna vara ett ubåtstorn vid Gåshaga utanför Lidingö och samma kväll och natt uppfattades ett återkommande radareko vid Kyrkvikens mynning. Några timmar senare indikerade mineringen i närheten av Vaxholm, på morgonen den 30 september. Från den 29 och 30 september finns också ett antal indikationer både från Sandhamnsområdet och från Hårsfjärdenområdet.
Fredagen den 1 oktober mitt på dagen observerade två värnpliktiga i en båt på relativt nära håll två ubåtsmaster – av vilka åtminstone en uppfattades som periskop – på Hårsfjärden utanför Berganäs. Masterna drogs ned efter ca en minut och försvann. En ubåtsjaktutrustad helikopter fick ekokontakt inom tjugo minuter och en sjunkbomb fälldes. Åtgärder vidtogs för att försöka spärra av Hårsfjärden. ÖB beslutade att förbereda för en långvarig ubåtsjakt. Han satte samman en marin analysgrupp med kommendörkapten Emil Svensson som chef.
Lördagen den 2 oktober fortgick spaningsarbetet. Sammanlagt fälldes fem sjunkbomber i Hårsfjärden och Nämdöfjärden efter indikationer. Efter sjunkbomberna noterades ett oljestråk i vattnet. Spaningen pågick också på söndagen utan resultat.
Måndagen den 4 oktober skedde en upptrappning av verksamheten. Ytterligare ansträngningar att förbättra avspärrningarna runt Hårsfjärden gjordes. Under natten och dagen erhölls indikationer i Hårsfjärdenområdet i form av radarekon, sonarekon, luftuppkok och skumstrimmor. Vissa av indikationerna gav doppler, vilket innebar att ett föremål varit i rörelse. Tolv sjunkbomber fälldes. En oljefläck på 50 gånger 50 meter på vattenytan iakttogs. En säker ubåt upptäcktes kl. 18.05 då en vågkam observerades i Sandhamnsområdet vid Stora Hästskär och kl. 19.00 då vad som rapporterades som tornet på en ubåt som med tända lanternor gick på nordlig kurs i farleden väster om Sandön. Patrullbåten HMS Mode fick härefter sonarkontakt och anföll med sjunkbomber utan resultat.
Tisdagen den 5 oktober fälldes tolv sjunkbomber i syfte att tvinga upp en ubåt till ytan. Enligt försvarsstabschefen Bror Stefenson skedde under dagen ”en massa händelser” på Hårsfjärden som pekade på att det var nära till ”att vi skulle lyckas, men en hel del ’spöken’ kan man nog säga att det fanns”. På kvällen öppnades ett presskvarter i Berga som kom att ackreditera cirka 450 svenska och 200 utländska journalister under den tid som jakten pågick.
Onsdagen den 6 oktober tillkom minsvepare och ubåtsbärgningsfartyget Belos i spaningsstyrkan. En sjunkbomb fälldes under dagen i Hårsfjärden. Luftvärnsförband och militärpolis tillfördes också. På kvällen observerades skumstråk och luftuppkok, men sökning i området gav inget resultat.
Militärbefälhavaren i Östra militärområdet bedömde att minst en ubåt nu fanns instängd i Hårsfjärden tills annat bevisats. Om en ubåt tvingats till ytan skulle den om så krävdes bemäktigas, om nödvändigt med vapenmakt. Ubåten skulle därefter enligt de svenska planerna föras till lämpligt belägen plats bl.a. för undersökning och förhör.
Torsdagen den 7 oktober mitt på dagen erhölls indikationer i avspärrningsanordningarna i norra Hårsfjärden som kunde tyda på en utbrytning. Bland annat gavs utslag i nät som lagts ut i vissa sund för att indikera om en ubåt passerade. Näten förflyttade sig ca 50 meter. Utvecklingen föranledde stort pådrag där insatser med flyg förbereddes. Senare på eftermiddagen fälldes en sjunkbomb på norra Hårsfjärden och sex sjunkbomber utanför den norra avspärrningen mot en indikation som bedömdes härröra från ubåt. Vapeninsatserna skedde med begränsningar och med upprepade eldförbud för både helikoptrar och fartyg. Detta förklarade man med att dykare kunde finnas i vattnet.
Två minor sprängdes efter att ha indikerat att en ubåt försökte passera minlinjen i närheten av Mälsten. En mina sprängdes på eftermiddagen och en på kvällen. Efter den första sprängningen gav ÖB order om att utnyttjandet av mineringar endast fick ske under förutsättning att absolut säkerhet förelåg för övrig trafik. Ytterligare sjunkbomber fälldes. Vapeninsatserna gav dock inget resultat. Senare på kvällen gav nätet i norra spärren åter utslag och flyttades ca 100 meter. Klockan 21.35 fick en helikopter söder om Oxnöudde sonarkontakt med ett eko som avlägsnade sig från sonaren. Ekot klassificerades ”möjlig ubåt”. Denna kontakt betecknades senare som säker. Kontakten hölls under närmare ett par timmar med omväxlande helikopter och fartyg. Eldgivningen reglerades i detalj från basen, och resultatet blev att fyra sjunkbomber fälldes. Överbefälhavaren beordrade sent på kvällen ”återhållsamhet med insats av sjunkbomber”, samt eldförbud för alla mineringar. I Rolf Ekéus utredning 2001 fastslogs att det finns indikationer som talar för att en ubåt, om det fanns fler än en, kan ha tagit sig ut relativt tidigt, troligen denna dag och förflyttat sig nordostvart genom de tämligen djupa rännor som går igenom skärgården i nordostlig/sydvästlig riktning. De ubåtsindikationer, som senare gjordes på Jungfru- och Nämdöfjärdarna, stämmer tidsmässigt med en sådan förflyttning.
Fredagen den 8 oktober erhölls i södra Hårsfjärden och utanför spärren indikationer, bl.a. i form av radarekon. Det inträffade inga större andra händelser.
Lördagen den 9 oktober kompletterades de fasta spärrarna i Hårsfjärdenområdet för att öka den indikerande och hejdande effekten. Kl. 15.00 observerades ett periskop på Jungfrufjärden och en timme senare gjordes två observationer av ett periskop öster om Nämdö.
Söndagen den 10 oktober fortsatte spaningarna. Två indikationer rapporterades på eftermiddagen från norra Hårsfjärden. Sökning i området gav inget resultat. Arbetet med förstärkningar av spärranordningarna runt Hårsfjärden avslutades.
Måndagen den 11 oktober erhölls på morgonen sonarindikationer vid Mälsten. Mitt på dagen sprängdes, efter indikation, en mina i Mälstenområdet. Efter minsprängningen uppträdde och fotograferades en grön fläck i vattnet utanför Mälsten. Förbud för obehöriga att vistas inom vattenområdet i och i anslutning till Hårsfjärden utfärdades. HMS Belos genomförde bottenundersökningar i området kring minsprängningen utan resultat. Under natten rapporterades hydrofonljud som av hydrofonisten uppfattades som reparationsljud, något som avvisades i senare analyser.
Tisdagen den 12 oktober erhölls på kvällen en sonarkontakt utanför Mälsten i Danziger gatt. Denna kontakt indikerades i en passiv sonar i form av propellerljud från en ubåt i undervattensläge. En del av indikationen spelades in på band. Denna kontakt bedömdes senare som ”ubåt”. Denna natt hävdes det nattliga eldförbudet för mineringen i Danziger gatt.
Onsdagen den 13 oktober erhölls under natten till torsdagen, när eldförbud åter rådde, starka ubåtsindikationer vid Mälsten i flera av varandra oberoende system. Med anledning av dessa indikationer ringde platschefen på ön direkt till försvarsstabschefen och begärde att det nattliga eldförbudet för minorna skulle hävas. Svaret blev nej. Vid ettiden på natten beslutade försvarsstabschefen om insats med sjunkbomber. Utanför mineringen hade då en ubåtsjakthelikopter erhållit en kontakt som klassificerades som ”möjlig ubåt”. Från en bevakningsbåt insattes anfall och en sjunkbomb fälldes.
Torsdagen den 14 oktober sökte Belos i området runt Danziger gatt utan resultat. Man bedömde att främmande ubåtar inte längre fanns kvar i svensk skärgård. Tisdagen den 19 oktober insattes dykare för bottenundersökningar. Torsdagen den 21 oktober tillsatte regeringen Ubåtsskyddskommissionen. Måndagen den 1 november avbröts spaningarna.

#### Efterspel
Hårsfjärdenincidenten har i efterhand blivit föremål för omfattande granskningar och två statliga utredningar. Ubåtsskyddskommissionen 1983 vars rapport huvudsakligen baserades på denna incident och 1995 års Ubåtskommission vars rapport inrymmer en utförlig beskrivning och analys av incidenten. Icke desto mindre har hanteringen av händelserna i oktober 1982 föranlett journalister, fredsforskare och politiker att uttrycka skepsis och tvivel över den offentliga redovisningen. En rik flora av hypoteser har vuxit fram som gjort Hårsfjärdenincidenten till en av de mest diskuterade och mytomspunna händelserna i 1980-talets ubåtshistoria. En dokumentärfilm i SVT:s Uppdrag granskning den 11 juni 2008 pekade ut Nato som skyldiga till ubåtskränkningarna i Hårsfjärden, och hänvisade bland annat till en analys av Totalförsvarets forskningsinstitut.
En anledning till oklarheterna runt Hårsfjärdshändelserna har varit att de första offentliga utredningarna inte redovisade den hemliga militärövning, "Operation Notvarp", som föregick den första observationen av en ubåt i Hårsfjärden den 1 oktober. Marinen genomförde operationen i månadsskiftet september/oktober 1982 under stor sekretess. Syftet med operationen sades vara att gillra en "ubåtsfälla", där en ubåt skulle tvingas upp till ytan och nationalitetsbestämmas. Därför lade man under september 1982 ut särskilda nät i flera av skärgårdens sund samt installerade hydrofonlinjer som hade till uppgift att avslöja främmande ubåtar.
Rykten om denna Operation Notvarp, som tidsmässigt sammanföll med ett amerikanskt örlogsbesök i Stockholm, har bidragit till spekulationer om en Natoinblandning i Hårsfjärdenincidenten. Teorin har då varit att det dels var ubåtar från Nato som befann sig i Hårsfjärden under ubåtsjakten och dels att USA:s militär i samråd med de högsta militära befälhavarna i Sverige gjort en hemlig överenskommelse av innebörden att "Operation Notvarp" i själva verket var en hemlig svensk-amerikansk militärövning, där den svenska ubåtsjaktförmågan skulle sättas på prov. Anhängarna av denna teori har pekat på frågetecknen kring bruket av eldförbud under Hårsfjärdenincidenten, då ÖB och försvarsstabschefen flera gånger grep in för att stoppa eller begränsa insatser med minor och sjunkbomber. Även det till synes märkliga sammanträffandet att ubåtarna höll sig borta från mineringarna när de hade eldtillstånd, för att sedan passera ut när eldförbud rådde, har föranlett spekulationer av detta slag.
Den 12 oktober hade minlinjen vid Mälsten endast eldtillstånd på dagtid i fri sikt, vilket ÖB motiverade med att civila fartyg annars skulle kunna skadas vid en minsprängning. På kvällen fick man ubåtsindikationer i Danziger gatt, vilket föranledde kustartilleriförsvarschefen att ringa militärbefälhavaren och begära eldtillstånd trots att mörker rådde. Han framhöll att tillfredsställande övervakning av vattenytan var säkerställd med hjälp av nattkikare, varefter Försvarsstaben beviljade eldtillstånd för mineringen i Danziger gatt. Någon ytterligare indikation i mineringen erhölls emellertid ej.
Den tillfälliga ordern om eldtillstånd gällde enbart natten 12/13 oktober. På kvällen den 13 oktober återinträdde alltså eldförbudet automatiskt. För att undanröja varje missförstånd och inskärpa att ÖB:s gällande order innebar eldförbud under dygnets mörka del, lät försvarsstabschefen repetera ÖB order. En särskild order om eldförbud för Mälsten mottogs där kl. 20.05, och försvarsstabschefen försäkrade sig personligen via flera kanaler om att eldförbud rådde. På Mälsten erhölls under kvällen indikationer som bedömdes innebära att en främmande ubåt var på väg att passera Mälsten i ett försök att slippa ut till sjöss. Styrkechefen på ön ringde då direkt till försvarsstabschefen, till vilken ÖB denna kväll delegerat beslutsrätten, och argumenterade för att mineringarna omedelbart skulle ges eldtillstånd. Inget eldtillstånd gavs, varpå en ubåt passerade ut genom mineringen vid klockan 23.00.
En helikopter som sänts ut till området utanför mineringarna fick kontakt med vad som klassificerades som en "ubåt" och ledde in två bevakningsbåtar till anfall. Man fick tillstånd att sätta in två sjunkbomber och fällde dessa, efter viss förvirring i ordergivningen, där en person från högre instans – oklart vem – gick in på radiokanalen Allmän marin med order om bara en sjunkbomb fick fällas. Detta skedde mitt under operationen och den enda sjunkbomben hamnade fel.
Ytterligare en egendomlig omständighet i detta sammanhang är att man ur ÖB:s krigsdagbok har rivit ut de sidor som rör eftermiddagen och kvällen/natten den 13 oktober, då en misstänkt ubåt tros ha passerat ut genom Danziger gatt. "I både den handskrivna och maskinskrivna version som finns bevarad på Högkvarteret förefaller en eller ett par sidor vara borta", skrev Rolf Ekéus i sin utredning 2001.